# Buda (przystanek kolejowy)
Buda (niderl. Station Buda) – przystanek kolejowy w Haren-Buda, w prowincji Brabancja Flamandzka, w Belgii. Znajduje się na linii Bruksela - Antwerpia. Położony jest na obszarze strefy przemysłowej, tuż przy granicy z Regionem Stołecznym Brukseli.

## Linie kolejowe
- 25 Bruksela - Antwerpia

## Połączenia
| Typ pociągu | Trasa                                | Częstotliwość |
| ----------- | ------------------------------------ | ------------- |
| S1          | Bruxelles Midi - Antwerpia Centralna | 1 na h        |